# Ли, Роджер
Роджер Колвилл Ли (англ. Roger Colville Lee; род. 1 июля 1991, Саутгемптон, Бермудские Острова) — бермудский футболист, защитник.

## Карьера

### Клубная
Начинал свою карьеру в клубах из Бермудских Островов. В 24 года Ли уехал в Англию, где несколько лет он выступал за полупрофессиональные команды, в основном, в коллективах восьмой по силе лиги страны. В 2017 году защитник перебрался в Латвию. Там он играл в команде третьей лиги «Юрниекс».
Перед началом сезона 2019 года футболист подписал контракт с эстонским клубом Премиум-лиги «Калев» (Таллин).

### В сборной
За национальную команду Бермудских Островов Роджер Ли дебютировал в 2008 году в отборочном матче Золотого кубка КОНКАКАФ против Антигуа и Барбуды, в которой бермудцы потерпели крупное поражение со счётом 0:4. С тех пор защитник регулярно получает вызовы в сборную.